# Resistance: Retribution
Resistance: Retribution è un videogioco esclusivamente per PlayStation Portable, terzo della serie di Resistance dopo Resistance 2, pubblicato nel 2009. A differenza dei precedenti titoli (per PlayStation 3) è uno sparatutto in terza persona.

## Trama
Due mesi prima che la torre centrale dei Chimera a Londra sia distrutta e di conseguenza gli eserciti alieni in Gran Bretagna sconfitti, il tenente dei Royal Marine James Grayson trova suo fratello Johnny parzialmente convertito in un Chimera nel corso di una missione finalizzata a distruggere uno dei pochi centri di conversione rimanenti. Grayson, a malincuore, segue il protocollo sui soldati infetti, e uccide Johnny. Questo tuttavia gli causa un esaurimento nervoso e lo porta a disertare per portare avanti la sua vendetta personale contro i Chimera, distruggendo ogni centro di conversione che trova, finché non viene catturato dalle forze inglesi e condannato per diserzione alla pena capitale.
Durante la sua permanenza in cella in attesa della fucilazione, viene a contatto con il tenente Raine Bouchard, membro dei Maquis, il movimento della resistenza francese. Bouchard spera di ottenere l'aiuto di Grayson nei Maquis per la sua conoscenza dei centri di conversione, e gli offre in cambio la grazia. Grayson è riluttante in un primo momento, ma Bouchard rivela che i Chimera hanno recentemente evoluto un nuovo processo di conversione di esseri umani, e che lei ed il padre hanno sviluppato un siero che permette di fermare il nuovo processo di conversione. Grayson accetta, anche se chiede, come condizione, che gli sia data la giacca di Johnny prima che lasci la sua cella.
Grayson partecipa all'"Operazione Overstrike", il piano per liberare Parigi e, partendo da lì, tutta l'Europa dai Chimera. Grayson si unisce al primo squadrone nel tentativo di violare la difesa costiera dei Chimera. Purtroppo si scopre che è una tattica sbagliata e il VTOL con lui a bordo viene abbattuto precipitando sopra Rotterdam, nei Paesi Bassi, facendo sparpagliare l'intera squadra.
Grayson e Bouchard si ritrovano con il colonnello Roland Mallery e altri del primo squadrone Maquis e Royal Marine per unire le forze nel tentativo di distruggere le quattro torri antiaeree Chimera in maniera da proteggere l'arrivo del secondo squadrone che sarebbe arrivato in seguito. Grayson, assistito da Cartwright, raccoglie abbastanza esplosivi per distruggere la torre e, dopo averne distrutto la valvola di scarico, si porta al suo interno assieme a Mallery. Dopo una breve battaglia con una nave Chimera, scappano distruggendo la torre.
Il giorno successivo, Bouchard e Mallery raccolgono Grayson e altri Maquis per andare a Bonn, in Germania. Bouchard intende indagare su di un centro conversione che sforna Racchie (o Boiler, donne rese Chimera kamikaze). L'intero impianto utilizza l'acqua del fiume Reno, prosciugandolo interamente. Bouchard vuole a tutti i costi indagare per raccogliere dati sulla ricerca svolta col padre. Grayson, d'altro canto, intende distruggere il centro, come parte della sua vendetta personale. Appena inizia la missione Grayson rimane indietro dopo essere precipitato in burrone a seguito di una scossa di terremoto. Dopo essersi scontrato con un paio di Chimera raggiunge la squadra bloccata da un Hammer (veicolo da combattimento Chimera), e dopo averlo battuto scende verso il centro di conversione, dove incontra Mallery terrorizzato dopo la cattura del tenente Bouchard.
Mallery informa Grayson che Bouchard è da ritenersi spacciata perché catturata ed annegata dai Chimera. Grayson si rifiuta di crederci e si fa largo per il suo salvataggio in quanto sente di avere un debito verso di lei poiché gli ha fatto ottenere la grazia dalla pena capitale. In verità Grayson ha anche un altro motivo: distruggere il centro di conversione.
Grayson si immerge nei condotti che portano dentro il centro di conversione, rimanendo in contatto radio con Bouchard, il quale cerca di non subire il trattamento di conversione Chimera. Grayson riesce a minare il nucleo centrale di alimentazione dell'impianto e salva Bouchard dalla conversione in Chimera, e subito dopo Grayson dovrà battersi contro un Angelo (altra specie Chimera) che era arrabbiato con Grayson per avergli rubato Bouchard dalla sua scorta di umani. Dopo averlo battuto, i due lasciano il centro di conversione e l'impianto salta, ma a Grayson non viene riconosciuto il merito per il lavoro svolto, in quanto viene tramortito ed abbandonato.
I Maquis si preparano a seguire i vettori Chimera alla loro prossima destinazione, lasciando Grayson a terra svenuto. Al risveglio riceve un messaggio da Cartwright che chiede il suo aiuto, in Lussemburgo, dove c'è la sede dei Maquis. Cartwright informa Grayson che tre gigantesche macchine Chimera, gli Spaccaterra, avanzano verso il Lussemburgo minacciando la distruzione del quartier generale Maquis. Il primo Spaccaterra è già stato distrutto da Cartwright e le sue truppe, ora impegnati nel distruggere la seconda, per cui chiedono l'aiuto di Grayson per distruggere la terza insieme alle compagnie Bravo e Company.
Grayson utilizza un Hammer rubato nel centro di conversione per arrivare in Lussemburgo. Inizialmente Grayson combatte in trincea contro i Chimera per non essere scoperto, e dopo averli battuti esce imprudentemente dalla trincea e viene scoperto da una nave Chimera, che distrugge l'Hammer, ma Grayson riesce a salvarsi. Rimasto a piedi, Grayson è costretto ad affrontare parecchi Chimera per arrivare allo Spaccaterra. Arrivato allo Spaccaterra, Grayson affronta un Hammer e dopo averlo sconfitto riesce a scappare prima dell'esplosione dell'apparecchio Chimera. Esausto dopo aver compiuto la missione, Grayson viene raggiunto da Cartwright e insieme vanno alla roccaforte Maquis in Lussemburgo per aiutare con l'evacuazione.
Al loro arrivo, la base è assaltata dai Chimera, e tutto il personale è costretto a evacuare. Grayson e Cartwright, dopo aver sconfitto un Devastatore (un tipo di Chimera), si dividono.
Grayson si dirige negli hangar per aprire un varco ai VTOL con cui evacuare la gente. In seguito copre la fuga del colonnello Rachel Parker, prima di seguire le tracce di Bouchard e di suo padre, il dottor Claude Bouchard. Grayson finisce per trovare Claude mentre estrae del sangue da sua figlia per raffinare il siero ancora in via di sviluppo. In realtà Bouchard era stata già infettata nel centro di conversione prima che Grayson la salvasse. Grayson ordina ai due di seguirlo ma Claude si rifiuta poiché stava per portare a termine la creazione del siero. Improvvisamente, uno Scavatore attacca e uccide Claude. Bouchard, disperata per la morte del padre, ha una motivazione in più per completare il siero. Dopo essersi imbattuti con diverse specie di Chimera, i due riescono a far completare il processo del siero.
Successivamente vengono raggiunti da Mallery che porta Bouchard con sé mentre Grayson si dirige ai bunker per aiutare i VTOL a partire verso l'ultima zona sicura dei Maquis a Reims.
A Reims il comando Maquis e i Royal Marine preferiscono Bouchard a Grayson per portare il siero nella Tana della Crisalide, la torre di Parigi, ma Grayson non vuole sentir ragione e rivela che Bouchard è infetta e che presto li avrebbe uccisi tutti. Non viene creduto ed è sbattuto in cella. In seguito Bouchard incontra Grayson, informandolo che prima della sua partenza avrebbe dato l'ordine di farlo scarcerare. Proprio in quel momento Grayson tenta di ucciderla a causa della sua infezione, ma si ferma, e i due hanno un rapporto sessuale.
Dopo la partenza di Bouchard, Cartwright e Parker danno una copia del siero a Grayson, che parte con un'ora di svantaggio verso Parigi. Pur essendo in ritardo incontra Mallery all'ingresso delle Catacombe. I due vengono scoperti da alcuni Ibridi (soldato base dei Chimera) e dopo averli uccisi Mallery imbroglia Grayson e lo blocca nelle Catacombe. Grayson è costretto ad imbattersi contro parecchi Chimera, il tutto mentre viene intimidito da Mallery via radio. Grayson durante il suo viaggio verso le Catacombe arriva in un centro di stoccaggio Chimera e qui scopre che sotto Parigi c'è una vera e propria fabbrica di donne umane pronte alla conversione.
Dopo essere risalito in superficie grazie a un ennesimo Hammer rubato, Grayson ritorna in superficie e raggiunge Parigi. Grayson dopo aver lasciato l'Hammer si toglie la giaccia di suo fratello e all'ingresso della Tana della Crisalide vede il corpo frantumato di Bouchard cosparso da viscere e budella, e qui incontra di nuovo Mallery che è appena stato infettato (forse ingannato e infettato dall'affascinante Bouchard, per cui provava un grande amore). I due si scontrano in un duello che vede Grayson vincitore.
Entrato nella Tana, Grayson scopre che i corridoi di questo edificio sono fatti di carne umana e sono molto diversi dagli altri. Dopo essersi battuto con due Angeli e diversi titani, Grayson arriva nella sala principale, dove inietta il siero nel nucleo dell'intero edificio. Grayson al suo risveglio vede una nuova specie di Chimera somigliante ad un Megera, ma molto più grande. Questo Chimera riesce a parlare rispetto ad altri e rivela di essere la Crisalide, ovvero Bouchard. Grayson è costretto ad affrontarla e dopo averla battuta, ella gli rivela che i Vettori, le Racchie e le Megere sono state estinte ma questo siero ha creato un nuovo tipo di Chimera (i Vortici, simili ai Saltatori). Prima di morire Bouchard, o meglio la Crisalide, ammette che qualsiasi cosa che gli umani facciano, i Chimera continueranno ad evolversi, e dopo queste ultime parole Grayson la uccide.
Grayson incontra il colonnello Parker all'uscita della Tana della Crisalide, quest'ultima gli offre un nuovo grado di maggiore dopo essere stato espulso per via della diserzione. Subito dopo i due vengono raggiunti da Cartwright che riporta a Grayson la giacca di suo fratello. Prima dell'addio con i suoi superiori Grayson rivela che forse accetterà il grado di colonnello nei Maquis.
Grayson mantiene la parola e parte insieme ai Maquis in una missione pericolosissima per cercare la fonte del virus Chimera in Russia. Parker rivela che Grayson è stato dato per disperso dopo una missione, ma circolava voce che per le strade di Minsk e Kiev c'era tra gli sfollati un misterioso inglese conosciuto come "il killer dei Selvaggi". Forse Grayson è morto a Varsavia dice infine Parker. Prima della fine del gioco viene raffigurato Grayson in Russia indossando la giacca di suo fratello, ai piedi della Cattedrale di San Basilio. Finiti i titoli di coda, Grayson si gira e rivela i suoi occhi di color oro, simile a un Chimera infetto o ad altri esseri umani infetti (ad esempio, le "sentinelle" presenti in Resistance 2).

## Modalità di gioco
Resistance: Retribution presenta le meccaniche da sparatutto dei capitoli precedenti usciti sulle console casalinghe ma la visuale in soggettiva è stata abbandonata in favore di quella in terza persona, in modo molto simile a quella di Resident Evil 5. L'IA dei nemici è stata abbastanza diversificata per renderli meno prevedibili al giocatore mentre quest'ultimo potrà sfruttare con estrema naturalezza svariati elementi quali coperture, agganci automatici dei bersagli ed il fuoco secondario delle armi in suo possesso.
Il gioco presenta anche una modalità da 8 giocatori online, tramite infrastruttura. In questa versione del gioco sono incluse diverse modalità per il gioco online, come: Deathmatch a Squadre, Cattura la Bandiera, di contenimento e di assimilazione.
Collegando un cavo USB a PSP (con Retribution avviato) ad una PlayStation 3 con Resistance 2 si potranno sbloccare svariati contenuti aggiuntivi.

## Nemici
- Saltatore: piccolo Chimera simile ad uno scorpione. Abile saltatore, attacca in piccoli gruppi.
- Ibrido: fante dell'esercito e principale nemico, facile da uccidere, è armato quasi sempre di BM001 o BM003 Razor.
- Testa d'Acciaio: Ibrido dotato di elmetto.
- Titano: grande Chimera simile a un troll, dotato di un devastante cannone a fuoco rapido.
- Titano corazzato: Titano equipaggiato con una maglia corazzata che lo rende più difficile da distruggere.
- Drone operaio: sono unità inoffensive, non ti attaccano e appena li spari si ritirano.
- Drone: piccole unità facili da distruggere, attaccano sempre in piccoli gruppi.
- Drone d'attacco: abbastanza forti, hanno una piccola mitragliatrice che spara in continuazione, molto difficili da distruggere.
- Racchia: una versione femminile del Chimera, non spara però si fa esplodere se gli si è vicino.
- Sirena: versione modificata della Racchia in quanto nuota e può crearsi uno scudo temporaneo.
- Hammer: una macchina in grado di usare una mitragliatrice e un cannone molto potente, molto difficile da distruggere, in alcune missioni lo si può usare.
- Errante: simile al Titano ma dotato di una mitragliatrice a effetto continuo, non molto difficile da distruggere, spesso si trovano a gruppi di 2.
- Zombie: piccole unità, sono molto veloci e saltano sui muri, facile da uccidere, sono equipaggiati di piccole mitragliette.
- Selvaggio: piccola unità, si muove gattonando, non ha armi però se si avvicina troppo ti salta addosso e inizia a toglierti molta vita mordendo, è difficile da uccidere.
- Pesce ibrido: nuotano nell'acqua, facili da eliminare sparano delle sfere di energia.
- Scavatore: simile ad un verme, è molto difficile da uccidere, quando scava lascia dei gas puzzolenti che se stai a contatto ti tolgono vita.

## Armi
- Fucile Tempesta.303: carabina in dotazione alla resistenza Maquis, abbastanza preciso ma poco potente, ha in dotazione un lanciagranate.
- BM001 Razor: fucile d'assalto Chimera modificato dagli inglesi, molto preciso spara piccole celle di energia, come arma secondaria spara una lama energetica rotante in grado di rimbalzare sulle pareti e colpire bersagli multipli.
- BM003 Razor: uguale al BM001 Razor solamente più potente.
- Fareye FR-1: fucile di precisione utile per i combattimenti a lungo raggio, ha un'arma secondaria capace di rallentare il tempo con un impulso elettromagnetico rendendo i bersagli veloci più facili da colpire.
- Schrotflinte cal. 12: doppietta da combattimento può sparare a colpo singolo o doppio.
- L206 LAARK: razzo leggero anti-corazza può sparare razzi capaci di distruggere in pochi colpi anche un nemico forte, ha un'arma secondaria capace di fermare il razzo e spostarlo su un altro obiettivo.
- Auger WS: fucile d'assalto chimera, ha il mirino termico e può sparare colpi radioattivi in grado di perforare materiali solidi, utile per eliminare bersagli nascosti, inoltre ha uno scudo in grado di resistere a qualunque arma tranne ad un altro Auger WS.
- Auger-FS Avanzato: versione potenziata del fucile d'assalto Auger WS, ha il mirino termico e può sparare colpi radioattivi in grado di perforare materiali solidi, utile per eliminare bersagli nascosti, inoltre ha uno scudo che può rimandare il colpo indietro al nemico.
- Mitragliatrice IWAO-R: è una mitragliatrice a canne rotanti adatta alla fanteria, utile per sterminare molti nemici in poco tempo, si può attivare uno scudo mobile in grado di assorbire il fuoco nemico eccetto quello dell'Auger.
- Granata a frammentazione MAH-50: una granata in grado di eliminare un paio di nemici con una sola esplosione.
- Granata al plasma: più potente, si attacca alle pareti, si sblocca completando Segreti dei Maquis.
- XR-004 Allure: potente lanciagranate al plasma, si sblocca completando Conoscenze Selvaggi.
- Longbow 1S-1K: potente fucile laser, si sblocca completando Vendetta.
- HE .44 Magnum: potente magnum, si sblocca completando tutti gli extra.